# Gordy
Gordy es una película familiar de comedia dramática estadounidense de 1994, dirigida por Mark Lewis. Trata sobre un cerdito llamado Gordy que busca a su familia perdida (que son llevados a un matadero en Omaha). Gordy experimenta la vida de otros que forman parte de las parcelas secundarios de la película, incluyendo los viajes cantantes de música country Luke McAllister y su hija Jinnie Sue; y solitario chico Hanky Royce cuya madre está comprometida con un hombre de negocios siniestro, Gilbert Sipes. Gordy cambia las vidas de las personas que encuentra, debido a su capacidad para comprender.
Fue estrenada en cines el 12 de mayo de 1994. Fue distribuida por Miramax Family Films. La película incluye la canción "Pig Power in the House" de Tag Team . Se produjo un video musical para la canción, con fragmentos de la película.

## Sinopsis
Cuenta la historia de Gordy, un simpático cerdito que vive con su familia y otras especies de animales en una granja. Todo marcha sin problemas hasta que la familia de Gordy es llevada al matadero para después ser convertidos en tocino. Gordy emprende un viaje solitario hasta que conoce a la joven cantante Jinnie Sue MacAllister con su padre Luke, quiénes se encargan de él. 
En una fiesta realizada en la casa de la familia Royce, Gordy salva la vida del pequeño Hanky, hijo de Jessica Royce. A partir de allí, Jinnie Sue y su padre deciden regalarles a Gordy ya que el cerdito mostró un gran afecto hacia Hanky. Con un golpe de suerte, Gordy se convierte en un cerdito con gran popularidad, talento y obtiene mucho dinero. Su primera misión, es encontrar de nuevo a su familia aunque se les presente diversas dificultades y más tarde vivir al lado de Hanky y Jinnie Sue.

## Reparto
- Doug Stone como Luke MacAllister.
- Kristy Young como Jinnie Sue MacAllister.
- Tom Lester como el primo Jake.
- Deborah Hobart como Jessica Royce.
- Michael Roescher como Hanky Royce.
- James Donadio como Gilbert Sipes.
- Ted Manson como Henry Royce.
- Tom Key como Brinks.
- Jon Kohler y Afemo Omilami como Dietz y Krugman.

## Voces
- Justin Garms como Gordy.
- Hamilton Camp como el padre de Gordy y Richard the Rooster.
- Jocelyn Blue como la madre de Gordy.
- Frank Welker como el narrador y voces adicionales.
- Tress MacNeille como Wendy, el pareja de Richard.
- Earl Boen como Minnesota Red.
- Frank Soronow como Dorothy la vaca
- Billy Bodine como cerdito.
- Blake McIver Ewing como cerdito.
- Julianna Harris como cerdito.
- Sabrina Weiner como cerdito.
- Heather Bahler como cerdito.
- Jim Meskimen como el voce de Bill Clinton.